# Maladera fumosa
Maladera fumosa är en skalbaggsart som beskrevs av Brenske 1898. Maladera fumosa ingår i släktet Maladera och familjen Melolonthidae. Inga underarter finns listade i Catalogue of Life.